# Bastansjö
Bastansjö (sydsamiska Bastanjaevrie) är en liten by i Storumans kommun, Västerbotten. Byn ligger 454 meter över havet och har varit bebodd sedan första insyningen 1836.